# Myiodola maculosa
Myiodola maculosa là một loài bọ cánh cứng trong họ Cerambycidae.